# Powrót na Dziki Zachód
Powrót na Dziki Zachód (ang. Lost in the West) – trzyodcinkowy amerykański miniserial komediowy z gatunku western z 2016 roku. Wyreżyserowany przez Carlosa Gonzaleza i wyprodukowany przez Galdo Media.
Premiera miniserialu odbyła się w Stanach Zjednoczonych 28 maja 2016 na amerykańskim Nickelodeon, a ostatni odcinek został wyemitowany dwa dni później 30 maja. W Polsce miniserial zadebiutował 14 sierpnia 2016 na antenie Nickelodeon Polska.

## Opis fabuły
Miniserial opisuje historię dwóch najlepszych przyjaciół – Chipa Caldwella i Dave’a Flowersa, którzy podczas trąby powietrznej cofają się w czasie i zostają przeniesieni maszyną czasu na Dziki Zachód do roku 1885. Chłopcy postanawiają uratować nie tylko swoje miasto, ale i wrócić do czasów obecnych przy pomocy przyjaciół z obu światów.

## Obsada
- Caleb Thomas jako Chip Caldwell
- Niko Guardado jako Dave Flowers
- Fallon Smythe jako Lisa Waters i Luna
- Morgan Higgins jako Texas Jane
- James Eeles jako Cody Duvalier
- Kamran Darabi-Ford jako Mitch Duvalier
- Mark Schardman jako Doc Duvalier

## Spis odcinków
| # | Tytuł          | Reżyseria       | Scenariusz                    | Oryginalna premiera | Polska premiera  |
| - | -------------- | --------------- | ----------------------------- | ------------------- | ---------------- |
| 1 | Część 1 Part 1 | Carlos Gonzalez | Kevin M Brennan i Doug Manley | 28 maja 2016        | 14 sierpnia 2016 |
| 2 | Część 2 Part 2 | Carlos Gonzalez | Kevin M Brennan i Doug Manley | 29 maja 2016        | 21 sierpnia 2016 |
| 3 | Część 3 Part 3 | Carlos Gonzalez | Kevin M Brennan i Doug Manley | 30 maja 2016        | 28 sierpnia 2016 |